# Nathan Rosen
Nathan Rosen (22. března 1909 – 18. prosince 1995) byl americko-izraelský fyzik známý studiemi struktury atomu vodíku. Spolupracoval s Albertem Einsteinem a Borisem Podolskym na propletení vlnové funkce a EPR paradoxu. Einsteinův–Rosenův most, známý také jako červí díra byla teorie Nathana Rosena.

## Pozadí
Nathan Rosen se narodil v židovské rodině v Brooklynu v New Yorku. Během Velké hospodářské krize absolvoval Massachusettský technologický institut, kde získal bakalářský titul z elektromechanického inženýrství, později magisterský titul a doktorát z fyziky. Jako student publikoval několik prací. V jedné z nich se snažil vysvětlit strukturu atomového jádra a navrhl existenci neutronů rok před jejich objevem Jamesem Chadwickem. Zajímal se také o vlnovou funkci a později o gravitaci, když pracoval jako vědecký pracovník na Michiganské univerzitě a Princetonské univerzitě.

## Stav vědy
Na začátku 20. století věda postupovala rychle a objasnění vnitřního fungování atomu bylo jen počátkem dalších objevů. V roce 1900 Max Planck navrhl kvantovou teorii, myšlenku že se všechna energie pohybuje v diskrétním množství tzv. kvantech. V roce 1905 publikoval Albert Einstein svoji speciální relativitu, která výrazně pomohla při pokroku fyziky a chápání vesmíru. Kolem roku 1927 Niels Bohr a Werner Heisenberg ve spolupráci s mnoha dalšími fyziky vyvinuli Kodaňskou interpretaci kvantové teorie, určení pravděpodobnosti pohybu částic. Tyto objevy poskytly model pro strukturu a fungování atomu.

## Práce s Einsteinem
V roce 1934 se Rosen stal Einsteinovým asistentem na Ústavu pro pokročilá studia v Princetonu, tuto pozici zastával až do roku 1936. Při práci s Einsteinem poukázal Rosen na zvláštnosti Einsteinovy studie zahrnující propletení vlnové funkce a v koordinaci s Borisem Podolskym vypracoval o tomto odbornou práci. Práce s názvem "Může být kvantověmechanický popis fyzikální reality považován za úplný?" představila tyto jevy ve formě Einsteinova-Podolského-Rosenova paradox neboli EPR paradoxu. Einstein podporoval Rosena, aby pokračoval ve své kariéře ve fyzice v Izraeli. Einstein a Rosen dále objevili matematické řešení pro typ červí díry spojující vzdálené oblasti v prostoru. Toto řešení bylo později známo jako Einsteinův-Rosenův most, neboli Schwarzschildova červí díra. Nalezeno bylo sloučením matematických modelů, černé díry a bílé díry, pomocí Einsteinových polních rovnic. Einsteinovy-Rosenovy mosty jsou čistě teoretické. V roce 1962 prokázali teoretičtí fyzikové John A. Wheeler a Robert W. Fuller, že tento typ červích děr je nestabilní.

## Pozdější roky
Později obrátil Rosen svou pozornost k učení a zřízení nových univerzit. Poté, co krátce pracoval v Sovětském svazu na Kyjevské univerzitě se vrátil do Spojených států, kde od roku 1941 vyučoval na University of North Carolina v Chapel Hill, zůstal zde až do roku 1952. V roce 1953 se přestěhoval do Izraele, kde nastoupil na Technion-Izraelský technologický institut v Haifě. Během této doby byl Rosen poradcem Ashera Perese. Univerzita má nyní[kdy?] série přednášek pojmenované po něm. Byl prezidentem Ben Gurionovy univerzity v Negevu. Dále pomohl založit Izraelskou akademii věd a klasického vzdělávání, Fyzikální společnost Izraele (v letech 1955-1957 byl jejím prezidentem) a Mezinárodní společnost pro obecnou relativitu a gravitaci (prezidentem v letech 1974-1977). Byl velmi aktivní v podpoře zakládání institucí vyššího vzdělávání v Izraeli.

## Příspěvky k fyzice
Jedním z jeho příspěvků v moderní fyzice a proslulých objevů je formulace struktury vodíkové molekuly, tedy molekuly, kde žádné elektrony nemají určité kvantové číslo, ale dvojice elektronů je v čistém kvantovém stavu. 

## Vybrané publikace
- "Can quantum mechanical description of physical reality be considered complete?", Albert Einstein, Boris Podolsky, Nathan Rosen (Princeton, Inst. Advanced Study) . 1935. 4pp. Published in Phys.Rev. 47:777-780, 1935. (In Wheeler, J.A., Zurek, W.H. (eds.): Quantum theory and measurement, Princeton U. Press, 1983 pp. 138–141)
- "The Particle Problem in the General Theory of Relativity". Albert Einstein, N. Rosen (Princeton, Inst. Advanced Study). 1935. Published in Phys.Rev. 48:73-77, 1935.
- "Energy and momentum of cylindrical gravitational waves." N. Rosen (Technion), K. S. Virbhadra 1993. Published in Gen.Rel.Grav. 25:429-433, 1993.
- "On Gravitational waves." Albert Einstein, N. Rosen. 1937. 12pp. Published in J.Franklin Inst. 223:43-54, 1937.
- "General Relativity and Flat Space. I." N. Rosen (MIT). Jan 15, 1940. 3pp. Published in Phys.Rev. 57:147-150, 1940.